# Zhi, di san zhe
Zhi, di san zhe (致，第三者S, Zhì, dì sān zhěP; titolo internazionale To the Dearest Intruder) è una serie televisiva taiwanese trasmessa su TTV dal 22 agosto al 5 dicembre 2015.

## Trama
A volte ai migliori amici piacciono tutte le stesse cose. Ma cosa succede quando una di queste cose è lo stesso uomo? Song Jia An e Luo Shao Qing sono i migliori amici del college. Entrambi sono innamorati di Yan Hao, ma Shao Qing viene a sapere che Jia An ha detto fin dall'infanzia che intende sposare Yan Hao. Tuttavia, Yan Hao sviluppa sentimenti per Shao Qing e potrebbe averla scelta su Jia An. Ma la sua vita è improvvisamente spinta in una direzione diversa quando suo padre viene colpito a morte per problemi di denaro, lasciando Yan Hao a pagare il debito di suo padre mentre cerca anche di stabilire la propria compagnia. Jia An rimane al suo fianco durante questo periodo di prova, quindi Shao Qing sente di aver bisogno di essere fuori dai giochi. Dieci anni dopo, Yan Hao e Jia An si sposano e si incontrano di nuovo con Shao Qing durante una riunione scolastica. Quando Yan Hao vede di nuovo Shao Qing, si rende conto di essere con la donna sbagliata. Riuscirà a fare le cose subito dopo 10 anni o le mani crudeli del destino si metteranno di nuovo di mezzo?

## Personaggi
- Song Jia An, interpretata da Amber An
- Yan Hao, interpretato da Melvin Sia
- Lo Shao Qing, interpretata da Aggie Hsieh
- Zhang Zhen Lun, interpretato da Marcus Chang
- Sun Zhong Xian, interpretato da Frankie Huang
- Yan Ran, interpretato da An Jun Peng
- Du Mei Mei, interpretato da Da Wen
- Dou Ying Jun, interpretata da Bai Bai
- Maggie, interpretata da Shen Pei Yi
- Zhuan Zhuan, interpretata da Xie Shan Shan

## Ascolti
- SET Metro - Ta kan ta de di er yan, Ai shang gemen
- TVBS Entertainment Channel - Wa! Chen yi jun, Mazui fengbao, Wei yi ji cheng zhe
- EBC Variety - Liao li gao xiao sheng, Bi qu nu ren
- Much TV - Yidai xinbing zhi ba ji shaonian

| Data di trasmissione                                   | Episodio | Valutazioni medie | Rango |
| ------------------------------------------------------ | -------- | ----------------- | ----- |
| 22 agosto 2015                                         | 1        | 0.44              | 3     |
| 29 agosto 2015                                         | 2        | 0.56              | 1     |
| 5 settembre 2015                                       | 3        | --                | --    |
| 12 settembre 2015                                      | 4        | --                | --    |
| 19 settembre 2015                                      | 5        | 0.64              | 1     |
| 26 settembre 2015                                      | 6        | --                | --    |
| 3 ottobre 2015                                         | 7        | --                | --    |
| 10 ottobre 2015                                        | 8        | 0.65              | 1     |
| 17 ottobre 2015                                        | 9        | 0.88              | 1     |
| 24 ottobre 2015                                        | 10       | 1.04              | 1     |
| 31 ottobre 2015                                        | 11       | 0.94              | 1     |
| 7 novembre 2015                                        | 12       | 1.25              | 1     |
| 14 novembre 2015                                       | 13       | 1.07              | 1     |
| 21 novembre 2015: trasmissione dei Golden Horse Awards |          |                   |       |
| 28 novembre 2015                                       | 14       | 1.06              | 1     |
| 5 dicembre 2015                                        | 15       | 1.48              | 1     |
| Media                                                  | Media    | 0.91              |       |

## Colonna sonora
1. If We Meet Again – Wang Li Ren
2. Don't Say You Never Loved – William Wei
3. We Are Still In Love – Fran
4. Us – Jing Wen Tseng feat. Fang Wu
5. Every Third Person – Hope Yang
6. Ten Years – Eason Chan
7. Good to Have You – Christine Fan feat. Rainie Yang